# Echinoporina
Echinoporina es un género de foraminífero bentónico de la subfamilia Edithaellinae, de la familia Polymorphinidae, de la superfamilia Polymorphinoidea, del suborden Lagenina y del orden Lagenida. Su especie-tipo es Echinoporina erinacea. Su rango cronoestratigráfico abarca el Albiense medio (Cretácico inferior).

## Discusión
Clasificaciones previas incluían Echinoporina en la superfamilia Nodosarioidea.

## Clasificación
Echinoporina incluye a la siguiente especie:
- Echinoporina erinacea †